# María Conde Alcolado
María Conde Alcolado (Madrid, 14 de juny de 1997) és una jugadora de bàsquet madrilenya.
Aler, es formà en les categories inferiors del Club Baloncesto Estudiantes i debutà amb l'equip sènior la temporada 2013-14 a la Lliga femenina 2. Jugà a la Lliga NCAA amb el Florida State Seminoles durant dues temporades (2015-17) i tornà a la competició estatal jugant amb l'Uni Girona Club de Bàsquet, amb el qual guanyà una Lliga catalana (2017-18) i aconseguí els subcampionats de Lliga espanyola, Copa de la Reina i Supercopa. Posteriorment, ha jugat a la Lliga polonesa amb el Wisla Cracòvia (2018-19) i el CCC Polkowice (2019-20) i a la Lliga txeca amb el USK Praga, amb el qual ha arribat a la Final four de l'Eurolliga (2020-21) i fou escollida en el quintet ideal de la competició. L'abril de 2019 fou seleccionada en la posició número 27 del draft de la WNBA per les Chicago Sky.
Internacional amb la selecció espanyola en categories de formació, s'ha proclamat campiona d'Europa sub-16 (2013), sub-18 (2015), sub-20 (2016, 2017) i subcampiona del Món sub-17 (2014). Amb la selecció absoluta és internacional des de 2017 i s'ha proclamat campiona d'Europa (2017) i subcampiona (2023), També ha participat als Jocs Olímpics de Tòquio 2020, finalitzant en sisena posició.